# Dijous Sant (Josep Maria de Sagarra)
Dijous Sant és un poema escènic en tres actes, original de Josep Maria de Sagarra, estrenat al teatre Romea de Barcelona la vetlla del 6 d'octubre de 1919.

## Repartiment de l'estrena
- L'Hostalera: Maria Morera.
- Estrella: Esperança Ortiz.
- Joan: Joan Soler.
- Serní: Enric Giménez
- El Pastor: Emili Ginestet.
- El Caminant: Joaquim Vinyas.
- L'Home del Dijous Sant: Josep Bruguera.